# توبياس إنغلوند
توبياس إنغلوند (بالسويدية: Tobias Englund) هو لاعب كرة قدم سويدي، ولد في 6 فبراير 1989. لعب مع نادي فارنامو.

## وصلات خارجية
- توبياس إنغلوند على موقع اتحاد السويد (السويدية)
- توبياس إنغلوند على موقع قاعدة بيانات كرة القدم.إي يو (الإنجليزية)